# August Moller
August Moller (* 30. Oktober 1875; † 1948) war ein deutscher Marineoffizier der Kaiserlichen Marine und von 1914 bis 1920 Marineattaché, zuletzt Kapitän zur See der Kriegsmarine.

## Leben
August Moller trat am 2. April 1895 als Kadett in die Kaiserliche Marine ein und war im darauffolgenden Jahr auf der Stosch. 1907 war er als Kapitänleutnant (Beförderung am 27. Januar 1906) Flaggleutnant der I. Schulflottille und zugleich Kommandant von S 125 und Kompanieoffizier bei der I. Torpedodivision. Zwei Jahre später war er Navigationsoffizier auf der Scharnhorst und kam 1911 zur I. Matrosendivision nach Kiel. Im darauffolgenden Jahr kam er als Navigationsoffizier auf die Hessen. Am 19. September 1912 wurde er Korvettenkapitän.
Ab Mitte April 1914 war er Marineattaché für die Republiken Argentinien, Brasilien, Chile und Uruguay mit Sitz in Buenos Aires. Diese Stelle auch zur Verbindung der geheimdienstlichen Tätigkeiten vor Ort war neu eingerichtet worden und die Behörden hatten sich für Moller entschieden. In dieser Position war er auch für die geheimdienstlich tätigen Etappenstationen Südwestamerika und La Plata verantwortlich.
Im August 1914 requirierte er die Cap Trafalgar, ein Passagierschiff der Hamburg-Südamerikanischen Dampfschifffahrts-Gesellschaft (Hamburg Süd), für die Kaiserliche Marine und ließ es zum Hilfskreuzer umbauen. Dies durfte aber aufgrund des Verbots des argentinischen Marineministerium für solch einen Umbau nicht im Hafen von Buenos Aires, sodass das Schiff an einem anderen Ort umgebaut werden musste. Bereits am 14. September 1914 sank das Schiff nach Gefecht mit dem britischen Hilfskreuzer Carmania bei Ilha da Trindade.
Als 1915 drei deutsche Besatzungsmitglieder des Kleinen Kreuzers Dresden, welcher selbst versenkt worden war und dessen Besatzung in Chile interniert worden waren, die Zuflucht in die deutsche Gesandtschaft in Aires gefunden hatten, verschaffte Moller diesen Pässe und Geld und organisierte die Rückreise nach Deutschland. So konnten der ehemalige I. Offizier der Dresden, Kapitänleutnant Kurt Nieden, der ehemalige Artillerieoffizier Kapitänleutnant Friedrich Burchardi, und der Wach- und Torpedooffizier Oberleutnant zur See Kurt Hartwig nach Deutschland fliehen. Kurze Zeit später unterstützte er Oberleutnant zur See Wilhelm Canaris bei der Rückkehr nach Deutschland.
Zum Februar 1917 wurden die diplomatischen Beziehungen von Brasilien und Uruguay zu Deutschland kriegsbedingt abgebrochen und die Stelle als Marineattaché für Brasilien aufgelöst. Moller blieb aber für die anderen Länder weiterhin verantwortlich. Am 18. September 1918 wurde er Fregattenkapitän.
Nach Ende des Ersten Weltkriegs blieb er Marineattaché und wurde in die vorläufige Reichswehr übernommen. Am 4. März 1920 wurde er mit dem Charakter als Kapitän zur See aus der Marine verabschiedet. Zum Ende des Monats wurde die Marineattachéstelle in Chile aufgehoben.
Nach fünf Jahren argentinischer Internierung auf der Isla Martín García kamen im Juli 1919 die überlebenden deutschen Besatzungsmitglieder des Untergang der Cap Trafalgar frei. Moller protestierte gegen die Freilassung. Ab März 1919 hatte er Forderungen für u. a. Kleidung, Salär und Passage nach Deutschland erhalten, welche er ignorierte. Als im August 1919 diese Seeleute in die Obhut von Moller übergeben wurden und auf die Forderungen bestanden, antwortete Moller, dass er keine Befehle aus Deutschland erhalten hatte, lehnte jegliche Forderungen ab und schickte sie fort. Durch dieses Verhalten wurde er Anfang 1920 aufgefordert nach Berlin zurückzukehren und über seine Aktivitäten ab seiner Berufung einen mündlichen Bericht zu erstatten, was er mit Hinweis auf eine Verschwiegenheit der Unterlagen, welche er in Deutschland nicht gewährleistet sah, ablehnte. Er teilte mit, dass er alle Aufzeichnungen vernichten würde und kündigte an, ab 1. April 1920 nicht mehr für Deutschland zu arbeiten. Anschließend wurde er ein einflussreiches Mitglied der deutschen Kolonie in Buenos Aires. 1921 bemühte sich eine größere Anzahl deutscher Ex-Offiziere um eine Anstellung in Südamerika; teils aus wirtschaftlichen, zum Teil auch aus politischen oder konspirativen Motiven. Die Ankommenden, die aus allen sozialen Schichten stammten, wurden mithilfe informeller Vermittlungsbüros und Anlaufstellen der jeweils entsprechenden politischen Zirkel innerhalb der stark polarisierten deutschsprachigen Gemeinde von Buenos Aires auf geeignete Posten verteilt. Besonders beliebt unter rechtsgerichteten Offizieren und Freikorpsveteranen waren Stellen bei Polizei und Sicherheitsdiensten. Allein 1921 gelang es dem Verein zum Schutze germanischer Einwanderer, 75 aus Deutschland geflüchteten Männern eine Stelle als Polizist zu beschaffen. Schlüsselfiguren waren der frühere Marineattaché Moller, der ein umtriebiges Arbeitsvermittlungsbüro unterhielt. Dieses betrieb er von Mitte 1920 bis Ende 1922 von war Vermittler u. a. für CATE/CHADE oder monarchiezugewandten Gewerbehäusern. Eine Vermittlungsgrundlage für Moller war eine politisch einwandfreie Gesinnung. Er besuchte auch Deutschland, wobei die Vermutung besteht, dass er für die geheimen Organisationen, die gegen die Weimarer Republik agierten, mit Geldern aus Argentinien unterstützte. Er war auch im Boykott gegen das Argentinische Tageblatt beteiligt.
Für die Kriegsmarine wurde Moller reaktiviert und war von August 1940 bis November 1942 Marineverbindungsoffizier beim Wehrkreiskommando VII (München). 1941 wurde er Kapitän zur See.